# 学校法人学習院
学校法人学習院（がっこうほうじんがくしゅういん）は、日本の学校法人。起源は、仁孝天皇が1847年（弘化4年）に京都御所内に設けた教育機関「学習所」（京都学習院）。
その後、華族のための学校として、1877年（明治10年）に神田錦町にて「学習院」として開校（旧制学習院）。学校法人学習院ではこの年を学習院の設立年としている。
1884年（明治17年）には官立学校となるが、1945年（昭和20年）以降の戦後になると官制が廃止され財団法人学習院を経て、現在の学校法人学習院となり私学として継続することとなった。

## 校名の由来
1847年（弘化4年）3月、京都に公家の教育機関として開講した当初は「学習所」と称したが、1849年（嘉永2年）4月に孝明天皇より「学習院」の勅額が下賜されて正式名称となった。
この名称が論語冒頭の「學而時習之、不亦説乎」（学びて時にこれを習う、またよろこばしからずや）に基づくことは疑いないとされている。
| 「                                                | 子曰、學而時習之、不亦說乎。有朋自遠方來、不亦樂乎。人不知而不慍、不亦君子乎。 | 」 |
| —『論語』学而第一の一（「子曰學而時習之章」より） |                                                                                |    |

## 理念・教育目標
「一貫教育の理念」として、学習院学則総記に以下のように定める。

本院はすべて社会的地位や身分にかかわりなく広く男女学生を教育することを本旨として、教育基本法及び学校教育法に基づいて次の諸学校の学則の定めるところによつてこれらの男女に幼児の保育から大学教育に至る一貫した教養を与え、高潔な人格、確乎とした識見並びに近代人にふさわしい健全で豊かな思想感情を培い、これによつて人類と祖国とに奉仕する人材を育成することを目的とする。
また、全ての学習院系列校に共通する教育目標として、
```
ひろい視野　たくましい創造力　ゆたかな感受性
```

を掲げている。

## 学校法人 学習院が設置している諸学校

### 大学
- 学習院大学
- 学習院女子大学:前身は学習院女子短期大学（女子大学）

### 中学校・高等学校併設校
- 学習院中・高等科（男子校）
- 学習院女子中・高等科（女子校）

### 小学校
- 学習院初等科

### 幼稚園
- 学習院幼稚園

## 沿革
学習院大学、学習院中・高等科、学習院女子中・高等科、学習院幼稚園等、関連項目も参照
- 1947年（昭和22年）学習院学制・女子学習院学制廃止により、財団法人学習院となる。中等科・女子中等科を開設。
- 1948年（昭和23年）新制学習院高等科・学習院女子高等科を開設する。
- 1949年（昭和24年）学習院大学設置。中等科を戸山町に移転する。
- 1950年（昭和25年）旧制学習院高等科を廃止する。
- 1951年（昭和26年）財団法人から学校法人となる。
- 1957年（昭和32年）中等科目白に移転する。
- 1963年（昭和38年）学習院幼稚園を設置する。学習院創立八十五周年記念式典を挙行する。
- 1977年（昭和52年）明治10年より数えて創立100周年を迎える。
- 1978年（昭和53年）学習院創立百周年記念式典を挙行する。
- 1998年（平成10年）学習院女子短期大学を改組して学習院女子大学を開設する。
- 1999年（平成11年）学習院生涯学習センターを設置する。
- 2001年（平成13年）女子短期大学を廃止する。
- 2002年（平成14年）学習院創立百二十五周年記念式典を挙行する。

## 歴代学習院院長一覧
官立学校時代の学習院の歴代院長は学習院の当該節を参照
| 代     | 氏名       | 就任時期        | 備考                                                             |
| ------ | ---------- | --------------- | ---------------------------------------------------------------- |
| 第18代 | 安倍能成   | 1946年 - 1966年 | 文部大臣、哲学者                                                 |
| 第19代 | 麻生磯次   | 1966年 - 1970年 | 元東京大学教養学部長、国文学者                                   |
| 第20代 | 櫻井和市   | 1970年 - 1981年 | 元学習院大学文学部教授、ドイツ文学者                             |
| 第21代 | 磯部忠正   | 1981年 - 1987年 | 元学習院大学文学部教授、哲学者                                   |
| 第22代 | 内藤頼博   | 1987年 - 1993年 | 裁判官、弁護士、信州高遠藩内藤氏当主、元子爵                     |
| 第23代 | 島津久厚   | 1993年 - 2002年 | 実業家、都城島津氏当主、元男爵                                   |
| 第24代 | 田島義博   | 2002年 - 2006年 | 元学習院大学経済学部教授、経済学者、経営学者                     |
| 第25代 | 波多野敬雄 | 2006年 - 2014年 | 元国連大使、前学習院女子大学学長                                 |
| 第26代 | 内藤政武   | 2014年 - 2020年 | 元小田急プラネット代表取締役、旧三河国挙母藩内藤家当主、元子爵家 |
| 第27代 | 耀英一     | 2020年 - 現職   | 元あさひ銀行常務取締役、前学校法人学習院専務理事                 |

## 外郭団体
学校法人学習院の同窓会組織として学習院桜友会がある。

## 皇族と学習院

### 皇族就学令
それまで皇族は慣例として学習院に通学していたが、1926年（大正15年）12月に皇族就学令が公布され、学齢期に達した皇族の学習院・女子学習院への就学が正式に定められた。皇族男子は別寮（学習院大学内・現東別館）に寄宿していた。

### 学習院への信頼
1971年8月7日、学習院初等科の6年生が学習院沼津遊泳場（静岡県沼津市島郷）で合宿中、88人が軽い食中毒を起こした。この中には浩宮が含まれており、すぐさま皇太子への連絡が行われたが「学校のことは学校に任せてあるから」と言われただけだったという。

### 学習院離れ
創立の経緯から、天皇（皇太子・皇太孫時代）や多くの皇族（皇族男子：親王あるいは王、皇族女子：内親王あるいは女王）が幼稚園から大学までを過ごす学園として、全国的に知られている。当然、同級になる事を特別に許可された家柄の「ご学友」が複数いる。
かつては「皇族は学習院に入る」ことが不文律となっていたが、近年は学習院に入学しない皇族もみられるようになった。例として、承子女王が早稲田大学へ、絢子女王が城西国際大学へ、眞子内親王が国際基督教大学へ、悠仁親王（2019年〈令和元年〉5月1日現在、皇位継承権第2位）がお茶の水女子大学附属幼稚園から同大学付属小学校・中学校、筑波大学附属高等学校へ進学するなど。2008年以降に4名が学習院以外を入・進学先にしたことや、いったん学習院大学に進学した佳子内親王が国際基督教大学への入学等のために中途退学したことに伴い、一部のテレビメディアや週刊誌などで「皇族の‟学習院離れ”」が報じられるようになった。
これに関して、当時の院長波多野敬雄は「学習院は宮さまに適した学校であるし、そうであり続けなければならない。しかし、個々の宮さまにはそれぞれの希望があり、ご家庭の教育方針もあるから、私の方から『学習院にきていただきたい』とお願いはしない。」とコメントしている。

### 天皇家と学習院
愛子内親王は2020年4月より学習院大学文学部日本語日本文学科へ進学した（父である天皇徳仁は、同大学文学部史学科の出身）。
天皇は2020年2月21日、誕生日（2月23日）を前にして行った記者会見において、学習院女子高等科を卒業される愛子内親王の進路について、「今日、学校側から、愛子が希望していた、学習院大学文学部日本語日本文学科への合格通知を頂きました。進路については、本人から私たちにも相談がありましたが、本人の意向を尊重しながら、できる範囲での助言をしてきたつもりです。希望の進学先に進めることを、愛子はもとより、私も雅子もとても喜んでおります」と述べた。
2023年12月、卒業論文を提出。卒業によって皇族の在学者はいなくなる。